# Mame Niang
Mame Niang (Dakar, 31 marzo 1984) è un ex calciatore senegalese, di ruolo attaccante.

## Carriera

### Club
Niang iniziò la carriera con la maglia del Diaraf. Passò poi ai sudafricani dei Moroka Swallows. Il calciatore fu poi acquistato dai tedeschi del Wolfsburg, per cui debuttò nella Bundesliga in data 16 settembre 2007, quando subentrò a Isaac Boakye nella sconfitta per 2-1 contro il Karlsruhe.
Passò poi ai norvegesi del Viking. Esordì in squadra il 24 agosto, giocando titolare nel pareggio a reti inviolate contro il Lillestrøm. Il 31 agosto segnò la prima rete, nel pareggio per 3-3 contro il Molde.
Nel 2010 passò al Kongsvinger. Il primo incontro in squadra fu datato 14 marzo, quando fu schierato dall'inizio nella sconfitta per 2-0 sul campo dello Strømsgodset. Il 5 maggio arrivò il primo gol, che permise il successo per 1-0 sul Sandefjord. La squadra retrocesse però in Adeccoligaen alla fine della stagione.
Niang lasciò allora il Kongsvinger e la Norvegia, accordandosi con il Supersport United.